# Quadroppia trapezoidea
Quadroppia trapezoidea är en kvalsterart som först beskrevs av K. Fujikawa 2004.  Quadroppia trapezoidea ingår i släktet Quadroppia och familjen Quadroppiidae. Inga underarter finns listade i Catalogue of Life.